# Göteryds naturreservat
Göteryds naturreservat är ett naturreservat i Älmhults kommun i Kronobergs län.
Området är skyddat sedan 2019 och är 100 hektar stort. Det är beläget vid sydvästra stranden av sjön Römningen och består av våtmark, en mindre sjö, sumpskogar och talldominerad fastmarksskog.